# Lê Tất Điều
Lê Tất Điều (sinh 2 tháng 8 năm 1942 tại Hà Đông), bút hiệu Cao Tần, Kiều Phong, là một nhà thơ Việt Nam.
Lê Tất Điều di cư vào Nam năm 1954. Ông là cựu sĩ quan quân lực Việt Nam Cộng hòa. 
Năm 1975, ông đến Hoa Kỳ tỵ nạn và cư ngụ tại San Diego, California.

## Tác phẩm đã xuất bản
- Khởi Hành (1961)
- Kẻ Tình Nguyện, Quay Trong Gió Lốc (1965)
- Đêm Dài Một Đời (1966)
- Phá Núi (1968)
- Những Giọt Mực, Người Đá (1968)
- Anh Em (1970)
- Thơ Cao Tần (1978)

Tập thơ Cao Tần được xem là tập thơ ăn ý nhất, vì giá trị nghệ thuật đã đành, và còn vì nội dung diễn tả đúng tâm trạng của người Việt di tản.

## Thơ Cao Tần
| Mai mốt anh về (trích) Mai mốt anh về có thằng túm hỏi Mầy qua bên Mỹ học được củ gì Muốn biết tài nhau đưa ông cây chổi Nói mầy hay ông thượng đẳng cu li. Ông rửa bát chì hơn bà nội trợ Ông quét nhà sạch hơn em bé ngoan Ngày ngày phóng xe như thằng phải gió, Đêm về nằm vùi nước mắt chứa chan. Nghệ thuật nói bỗng hóa trò lao động Thằng nào nói nhiều thằng ấy tay to Tiếng mẹ thường chỉ dùng chửi đổng Hay những đêm sầu tí toáy làm thơ... | Ta Làm Gì Cho Hết Nửa Đời Sau? (trích) dăm thằng khùng họp nhau bàn chuyện lớn gánh sơn hà toan chất thử lên vai chuyện binh lửa anh em chừng cũng ớn dọn tinh thần: cưa nhẹ đỡ ba chai. một tráng sĩ vung ly cười ngạo mạn nửa đời xưa ta trấn thủ lưu đồn nay đất khách kéo đời rất nản ta tính sẽ về vượt suối trèo non... một tráng sĩ vô êm chừng sáu cối thần tự do giờ đứng ở nơi nào ? ta muốn đến leo lên làm đuốc mới tự đốt mình cho lửa sáng xem sao... bình minh tới một chàng bừng tỉnh giấc thấy chiến trường la liệt xác anh em năm tráng sĩ bị mười chai quất gục đời tha hương coi bộ vẫn êm đềm. sàn gác trọ những tâm hồn bão nổi những hào hùng uất hận gối lên nhau kẻ thức tỉnh ngu ngơ nhìn nắng mới: ta làm gì cho hết nửa đời sau? |